# Valentin Agon
Pour les articles homonymes, voir Agon.
Valentin Agon, de son nom civil Agon Achidi Valentin, né le 1er janvier 1970 à Vêhou  dans le département du Zou au Bénin, est un chercheur, inventeur, industriel et entrepreneur béninois, propriétaire et directeur général d’Api-Bénin, entreprise d'industrie pharmaceutique qui produit des médicaments en Phytothérapie au Bénin, ainsi que d'Api-Pharma, institut universitaire de recherche et de développement en santé et en industrie. 

## Biographie
Valentin Achidi Agon est un chercheur, inventeur et entrepreneur originaire du Bénin. Il détient :
- un doctorat en développement régional (option industrie) de l’Université du Québec à Rimouski (UQAR, Canada) ;
- un doctorat en naturopathie (option phytothérapie) du Collège des Médecines Douces du Québec (CMDQ, Canada) ;
- une maîtrise en géographie sociale et développement durable (Université du Maine, France) ;
- une maîtrise en pédagogie du changement social et de l’éducation des adultes (Université de Ouagadougou, Burkina Faso) ;
- un DESS en gestion des micro‐entreprises (CIESA-Canada, Nouveau-Brunswick) ;
- ainsi qu'une licence en développement et éducation des adultes, et divers certificats en Belgique, France, Cuba, etc.

### Carrière
- Il est directeur général de API-Bénin International Sarl, une entreprise pharmaceutique qui produit des phytomédicaments et des génériques, et dirige également APIPHARMA R&D, un institut para-universitaire de recherche et développement en santé et industrie.
- Il est président de l’Association Nationale des Inventeurs du Bénin (ANI-BENIN) et cofondateur de l’entreprise canadienne APIVIRINE Pharma R&D Inc., dédiée à la recherche sur des molécules actives issues de plantes médicinales.
- Il a servi comme expert agréé de l’OMPI (Organisation mondiale de la propriété intellectuelle), formant des chercheurs et inventeurs dans 23 pays dans le cadre du projet CATI (Centre d’Appui à la Technologie et à l’Innovation).
- Il est également chargé de cours à l’Université d’Abomey-Calavi (Bénin), où il enseigne sur l’industrie pharmaceutique, les plantes médicinales, les probiotiques et les aspects socio-économiques de la biotechnologie.

- Il a fait partie des experts de l’État béninois chargés de concevoir le nouveau système éducatif technique du pays .

## Innovations Notables

### Api-Palu (antipaludéen)
- Co-inventeur, avec Célestin Kinnoudo, d’Api-Palu, un traitement antipaludéen à base de plantes. Ce produit est breveté et fabriqué localement au Bénin   .
- Api-Palu est reconnu pour ses effets rapides sur la réduction des parasites du paludisme à des doses faibles, sous forme de comprimés, capsules ou sirop. Il a été approuvé au Bénin, Burkina Faso, Tchad et République Centrafricaine, et vendu à environ 1 000 FCFA, bien moins cher que la concurrence (~5 000 FCFA) .
- En 2016, il a remporté le Grand Prix IPA (Innovation Prize for Africa), d’une valeur de 100 000 USD, récompensant son innovation    .
- Selon Global Voices, Api-Bénin dispose d’une capacité de fabrication importante, évaluée à plusieurs milliards de francs CFA par jour ; il fit don de l’argent du prix à d’autres inventeurs .

### Apivirine (antirétroviral / antiviral)
- Agon a aussi développé Apivirine, un antirétroviral à base de produits naturels extrait de la « sickle bush » (Dichrostachys glomerata). Le produit contient un mélange de plus de 15 composés, et il est présenté comme antiviral et anti-infectieux.
- Apivirine a reçu un accueil médiatique lors de la pandémie de COVID-19 comme remède potentiel, mais aucun essai clinique n’a été officiellement validé jusqu’à présent.

### Mise au point de médicaments
Au début des années 2000 Valentin Agon invente avec Célestin Kinnoudo l’Apivirine, un antirétroviral contre le VIH, médicament qui est breveté dans plusieurs pays dont l'Europe et l'Afrique du sud. 
En 2020, ce médicament est annoncé efficace contre la Pandémie de maladie à coronavirus de 2020 au Burkina Faso par le ministre de l’Enseignement supérieur, de la recherche scientifique et de l’innovation du Burkina Faso. Des médecins burkinabé auraient en effet eu l'idée de le tester sur un malade du covid-19. L'Apivirine se serait révélée rapidement efficace. Des essais cliniques sont donc en cours pour huit semaines au Burkina Faso pour vérifier de façon scientifique l'efficacité de ce médicament contre la Covid-19,. Mais d'autres sources indiquent qu'aucun essai n'est en cours et que le prix du médicament a soudainement augmenté.